# Église Saint-Étienne de Saint-Étienne-du-Gué-de-l'Isle
L'église Saint-Étienne est située à Saint-Étienne-du-Gué-de-l'Isle en France.

## Localisation
L'église est située sur le territoire de la commune de Saint-Étienne-du-Gué-de-l'Isle, place de l'Église, dans le département des Côtes-d'Armor en région Bretagne.

## Historique
L'église est inscrite partiellement au titre des monuments historiques par arrêté du 6 février 1926. Élément protégé : la porte latérale du mur sud.

## Galerie

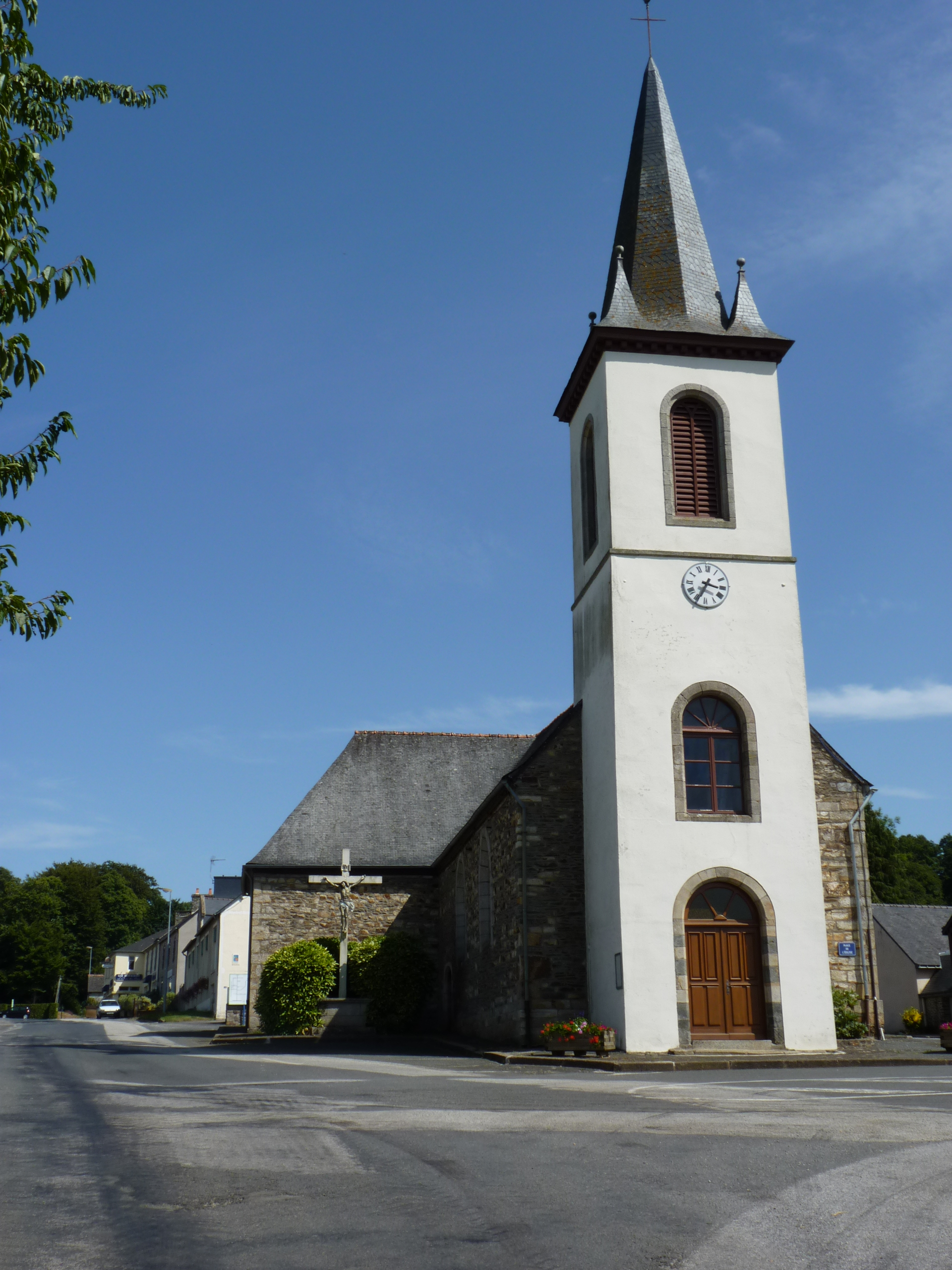
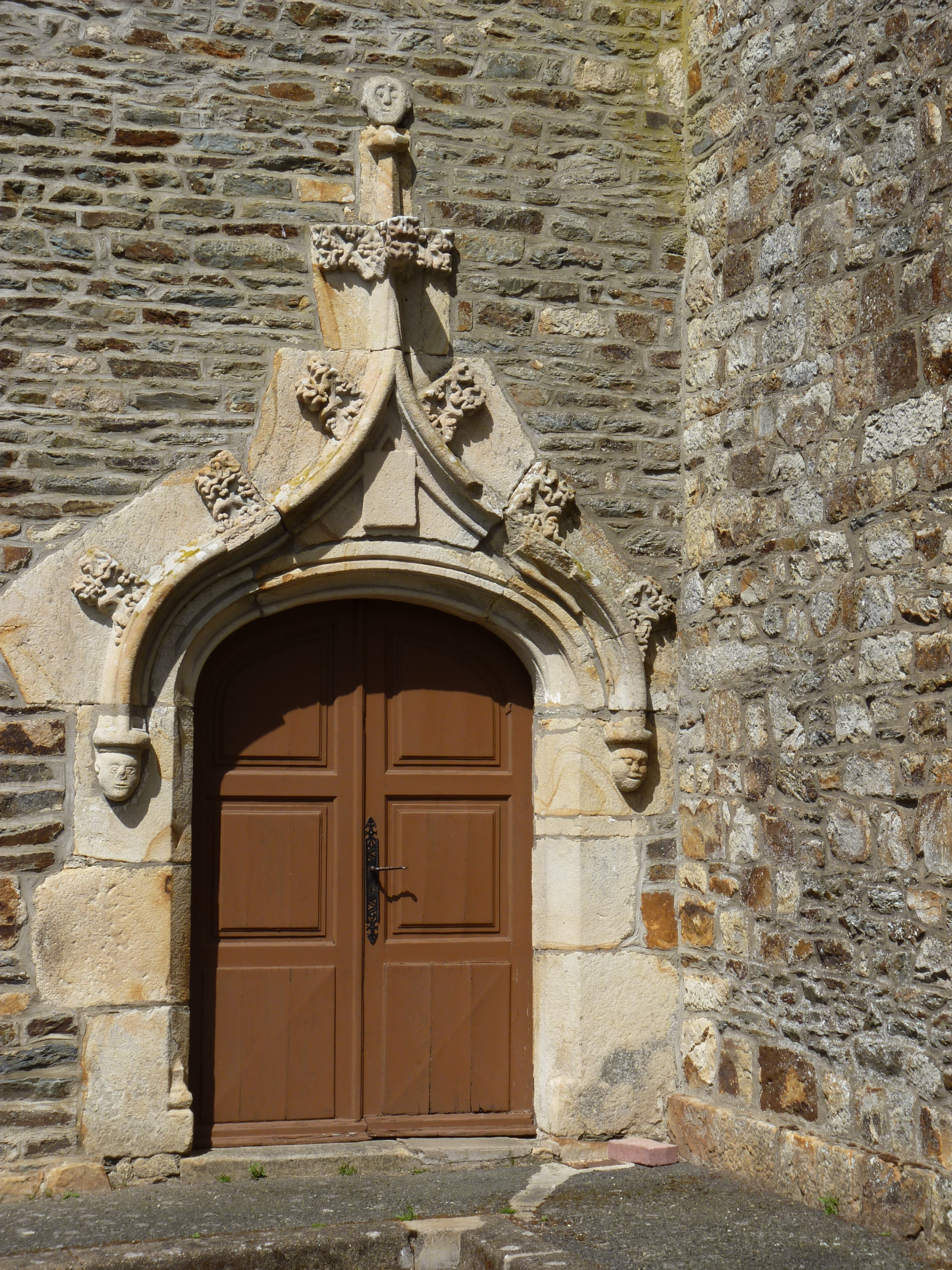
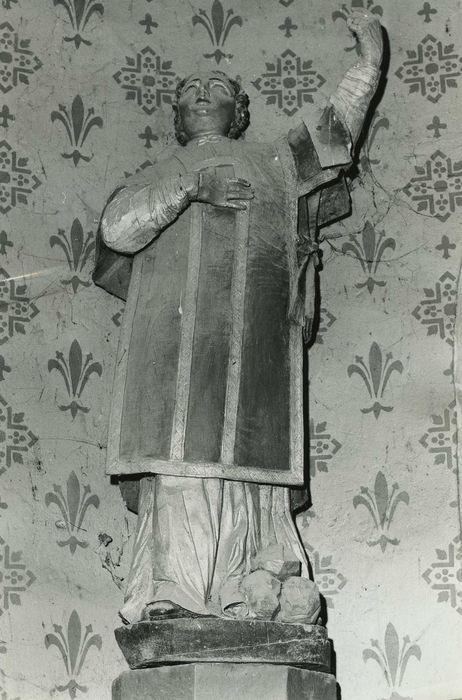